# (508338) 2015 SO20
(508338) 2015 SO20 est un objet transneptunien faisant partie du disque des objets épars.

## Caractéristiques
L'objet est découvert le 8 octobre 2015 par Megan Schwamb. Son diamètre est estimé à environ 200 kilomètres. Son aphélie est très éloigné, mais il est actuellement près de son périhélie, ce qui a permis son observation.